# Synod w Koźminku
Synod w Koźminku – wspólny synod zjednoczeniowy polskich kalwinistów i braci czeskich w połowie 1555 r., podczas którego zawarto krótkotrwałą unię obu wyznań. Była to jedna z wielu nieudanych prób zjednoczenia protestantyzmu w Polsce w obliczu zagrożenia ze strony kontrreformacji.
W 1555 istniało już 20 zborów braci czeskich w miastach wielkopolskich (Poznań, Szamotuły i Koźminek), które wyróżniały się doskonałą organizacją i dyscypliną. Kontrastowało to z sytuacją polskich kalwinistów, którymi byli głównie szlachcice i którzy niechętnie poddawali się organizacji i dyscyplinie a religię traktowali jako narzędzie walki politycznej. Wielu działaczy reformacyjnych (m.in. Jan Łaski) widziało w braku zorganizowania poważne niebezpieczeństwo dla przyszłości polskiego protestantyzmu i stąd powstała idea unii z wzorcowymi wspólnotami braci czeskich. Między obu wyznaniami istniały tylko niewielkie różnice teologiczne, dotyczące Wieczerzy Pańskiej.
Akt unii podpisali: Jakub Filipowski, Feliks Kruciger, Aleksander Vitrelin, Marcin Krowicki i inni, którzy byli zwolennikami jedności protestantyzmu. Jednak ich wysiłki okazały się daremne, ponieważ różnice celów między kalwinistami z Jednoty Małopolskiej i braćmi czeskimi były tak duże, że już w 1556 kalwińskie synody w Seceminie i w Pińczowie odrzuciły akt unii. W zamian zaproszono do Polski Jana Kalwina, aby zorganizował tu Kościół reformowany. Z powodów oczywistych Kalwin nie mógł porzucać ośrodka swojej działalności w Genewie i odmówił. Chociaż pozostał formalny podział między wyznaniami, to jednak trwała zgoda i współpraca, która w końcu przyniosła faktyczną unię zawartą w roku 1645 w Lesznie (potomkowie braci czeskich w Polsce należą dziś do Kościoła Ewangelicko-Reformowanego w RP).